# Gut Reisen

Logo (1971)

gut Reisen war ein deutsches Reiseunternehmen, das 1969 von Freizeit- und Touristikunternehmen einzelner Gewerkschaften des Deutschen Gewerkschaftsbundes (DGB) und der Bank für Gemeinwirtschaft (BfG) gegründet wurde. Es galt als Umsetzungsversuch des Gemeinwirtschaftskonzepts im Touristiksektor. Der Verkauf an Neckermann und Reisen (NUR) beendete dieses Vorhaben 1977. Anschließend wurde gut Reisen bis 1995 als Marke geführt.

## Historische Vorläufer
Die Anfänge organisierter Reisen für Arbeitnehmer reichen bis in die 1920er Jahre zurück. Gekennzeichnet waren sie durch die Aktivitäten, Strukturen und Angebote der Reiseabteilung im SPD-Reichsausschuss für sozialistische Bildungsarbeit, des Arbeiter-Bildungs-Instituts und des ADGB-Ortskartells in Leipzig, der Naturfreundeorganisationen auf Orts- und Regionalebene sowie der Arbeiter- und Naturfreunde-Ferienheime.
In der NS-Zeit avancierte das Amt für Reisen, Wandern und Urlaub der NS-Organisation Kraft durch Freude zu einem wichtigen Touristikakteur, der mit seinen Ausflugs- und Urlaubsangeboten auch soziale Schichten unterhalb des Bürgertums erreichte, wenngleich Arbeiter und ihre Familien bei den besonders prestigeträchtigen Seefahrten unterrepräsentiert waren.
Nach dem Zweiten Weltkrieg boten einige Gewerkschaften Westdeutschlands Ferien- und Reisedienste an. Sie vermittelten ihren Mitgliedern Unterkünfte, organisierten den Hin- und Rücktransport und traten auch als Organisator von Gruppenreisen auf. Außerdem entstanden Ferienheime, in denen Gewerkschaftsmitgliedern Unterkunft zu günstigen Konditionen angeboten wurde. 1951 gründete der DGB gemeinsam mit den Naturfreunden und Konsumgenossenschaften die Deutsche Feriengemeinschaft GmbH. Sie diente als Reisesparkasse. Interessierte konnten Reisesparmarken erwerben. Waren die auf diese Weise angesammelten Beträge groß genug, konnten die Sparer in Reisebüros des Deutschen Reisebüroverbands Reisen mit einem Rabatt von anfangs sieben, später fünf Prozent buchen. Auch die Deutsche Angestellten-Gewerkschaft und der Beamtenbund betrieben Reisesparkassen. Die Bedeutung des Reisesparens nahm jedoch seit Mitte der 1950er Jahre ab, weshalb der DGB sein Angebot aufgab.
In den 1950er Jahren entstanden außerdem auf örtlicher Ebene, häufig in Berlin, Norddeutschland und im Saarland, selbstständige Reiseunternehmen, die dem DGB oder befreundeten Organisationen nahestanden. Sie nannten sich oft „DGB-Freizeitwerk“ oder „Nach Feierabend“ und boten meist Busreisen ins nahe Umland an, bei denen Gewerkschaftsmitglieder Vergünstigungen erhielten oder exklusiv angesprochen wurden. Der Vertrieb erfolgte nicht nur in diesen Reisebüros, sondern auch über Institutionen der Gewerkschaften (DGB-Geschäftsstelle, Betriebsräte etc.). Langlebig waren diese Reisebüros nicht, weil seit Mitte der 1950er Jahre der Eisenbahntourismus Fahrt aufnahm und preislich mithalten konnte.
Die International Federation of Workers Travel Associations, der Dachverband von Arbeiterreise-Organisationen in westlichen Ländern, regte westdeutsche Gewerkschaften an, eine zentrale Unternehmung zu gründen, was 1958 mit der Errichtung der „Popularis-Reisen GmbH“ auch geschah. Gesellschafter waren hier die GdED, die IG Bau-Steine-Erden, die IG Bergbau, die IG Metall und die IG Chemie-Papier-Keramik sowie das Reiseunternehmen der Schweizer Gewerkschaften. In den zehn Jahren seiner Existenz blieb Popularis-Reisen stets defizitär, es verkaufte in dieser Zeit nur knapp 100.000 Reisen.

## Gemeinwirtschaftliche Konzeption
gut Reisen war Teil einer breiteren Strategie der Gewerkschaften und der BfG, gemeinwirtschaftliche Unternehmen zu etablieren. Sie sollten Monopolbildungen am Markt verhindern, Preisdruck erzeugen, Arbeitsplätze mit überdurchschnittlicher Bezahlung und betrieblichen Leistungen bieten sowie dem Allgemeinwohl dienen, statt ausschließlich gewinnorientiert zu agieren. Um Arbeitnehmern und ihren Familien im Wachstumsmarkt für Urlaubsreisen – er hatte sich seit Anfang der 1960er Jahre durch den Markteintritt von Universalversendern und Warenhäusern (Quelle, Neckermann, Kaufhof) und durch die Gründung der TUI erheblich verändert – erschwingliche Angebote machen zu können, wurde mit dieser Konzeption die Gründung eines großen gewerkschaftlichen Touristikunternehmens ins Auge gefasst.

## Unternehmen und Marke
Die Gründung dieses Unternehmens erfolgte 1969 in Form einer GmbH & Co. KG. Die Firmierung der Kommanditgesellschaft lautete GUT Gemeinschaftliches Unternehmen für Touristik GmbH & Co KG mit Sitz in Frankfurt am Main. Das Stammkapital der KG belief sich auf 1 Mio. DM und wurde zu 52 Prozent von der BfG und zu 48 Prozent von verschiedenen gewerkschaftlichen Freizeit- und Touristikunternehmen sowie der co op gehalten. Von 1969 bis 1977 veränderte sich die Zusammensetzung der Gesellschafter der KG. Die Freizeitwerke schieden aus, dafür übernahm die IG Metall Anteile. 1977 hielt die Beteiligungsgesellschaft der Gewerkschaften, die die BfG-Anteile 1974 übernommen hatte, dann 98,8 Prozent, der ACE die verbleibenden 1,2 Prozent des Stammkapitals. Der Aufsichtsrat der KG hatte anfänglich 15 Mitglieder; je zwei kamen von der BfG und dem DGB-Bundesvorstand; sechs weitere Mitglieder vertraten weitere Kommanditisten; fünf Mitglieder stellten die Arbeitnehmer. Die KG gehörte dem Deutschen Reisebüroverband an. Die für die Belegschaft zuständige DGB-Gewerkschaft war die Gewerkschaft Handel, Banken und Versicherungen.
Als Komplementär war die gut gemeinschaftliches unternehmen für touristik verwaltungsgesellschaft mbH für das Management verantwortlich. Ihr Sitz war ebenfalls Frankfurt. Die Anteile der Verwaltungsgesellschaft hielten die IG Metall und die BfG je zur Hälfte, das Stammkapital belief sich auf 20.000 DM. Gründungsgeschäftsführer waren Karl Schumann und Ulf Unsold. Später kam Karl-Heinz Helbing hinzu.
Das Unternehmen hatte keine idealen Startbedingungen. So behielten zum einen die bestehenden Freizeitwerke von DGB-Gewerkschaften ihr eigenes Programm bei, machten gut Reisen damit also Konkurrenz. Zum anderen gelang es kaum, über die althergebrachten Reisebüros zu verkaufen, denn diese waren überwiegend an Lizenzverträge mit klassischen Wettbewerbern gebunden, die diesen Vertriebsweg für den gewerkschaftlichen Neuling verboten. Dies galt zum Beispiel für Reisebüros, die TUI- oder DER-Produkte vertrieben. TUI gab die Ausgrenzung von gut Reisen erst 1976 auf, als eine entsprechende Entscheidung des Bundeskartellamts drohte.
gut Reisen wich im Vertrieb einerseits auf gemeinwirtschaftliche Schwesterunternehmen aus. Die Reisen wurden hier in Geschäften der co op, an Schaltern der BfG, über den ACE, die Büchergilde oder die Volksfürsorge verkauft. Andererseits fanden sich auch rund 1000 Reisebüros, die sich nicht exklusiv an TUI oder DER gebunden hatten. Darüber hinaus baute gut Reisen nach und nach eigene Reisebüros auf.
1970 verkaufte das junge Unternehmen 125.000 Reisen, im Jahr darauf lag diese Zahl bei mehr als 200.000. 1973 wurden 225.000 Urlauber gezählt. Drei Jahre später bilanzierte man 260.000 verkaufte Reisen. gut Reisen blieb aber ein Verlustbringer. Nur für das Jahr 1974 wurde ein Gewinn ausgewiesen, allerdings allein deshalb, weil die BfG erbrachte Leistungen dem Reiseunternehmen nicht in Rechnung stellte. Im Charterflug-Geschäft kooperierte gut Reisen seit 1972 mit Neckermann und Reisen. gut Reisen kam trotzdem nicht über einen Anteil von 10 Prozent in diesem Marktsegment hinaus. Im Auto- und Ferienwohnungsbereich lag der Anteil bei 6 Prozent, im Bahnreisegeschäft bei 2 Prozent.
1977 übernahm Karstadt eine Mehrheitsbeteiligung am Neckermann-Konzern. Noch im selben Jahr, zum 1. November 1977, übernahm NUR, die Reisesparte von Neckermann, gut Reisen. Das Bundeskartellamt stimmte dieser Fusion 1978 zu. Nach der Integration wurde die Marke gut Reisen als Teil der Markenfamilie von NUR weitergeführt. 1995 entschied sich NUR allerdings, gut Reisen und andere Marken aufzugeben. Man setzte nun mit „Neckermann Reisen“ auf eine Dachmarken-Strategie mit wenigen Einzelmarken. Als Marke wurde gut Reisen 2002 gelöscht.